# 1686
| 1686               |
| ------------------ |
| Dødsfald - Fødsler |
| • Begivenheder     |

| Gregoriansk kalender | 1686 MDCLXXXVI          |
| Ab urbe condita      | 2439                    |
| Armensk kalender     | 1135 ԹՎ ՌՃԼԵ            |
| Kinesiske kalender   | 4382 – 4383 乙丑 – 丙寅 |
| Etiopisk kalender    | 1678 – 1679             |
| Jødisk kalender      | 5446 – 5447             |
| Hindukalendere       |                         |
| - Vikram Samvat      | 1741 – 1742             |
| - Shaka Samvat       | 1608 – 1609             |
| - Kali Yuga          | 4787 – 4788             |
| Iransk kalender      | 1064 – 1065             |
| Islamisk kalender    | 1097 – 1098             |

Konge i Danmark: Christian 5. 1670-1699
Se også 1686 (tal)

## Begivenheder
- Christian 5. belejrer Hamborg, men byen får støtte af de nordtyske fyrster, så han må trække sig tilbage igen
- 17. marts -  Store bededag indføres til erstatning for et antal mindre bededaged
- 2. september - den tyske hær under ledelse af hertug Karl af Lothringen tilbageerobrer Buda fra tyrkerne, som har holdt byen besat i 145 år

## Født
- Hans Egede - dansk-norsk præst (død 1758).
- 24. maj - Gabriel Daniel Fahrenheit, tysk fysiker, der udviklede Fahrenheit-skalaen (død 1736).

## Dødsfald
- 25. november – Den danske videnskabsmand og katolske teolog Niels Stensen dør som biskop i Schwerin, 48 år gammel.